# Rhabdomastix eugeni
Rhabdomastix eugeni är en tvåvingeart som beskrevs av Jaroslav Stary 2004. Rhabdomastix eugeni ingår i släktet Rhabdomastix och familjen småharkrankar. Inga underarter finns listade i Catalogue of Life.